# Max Mallowan

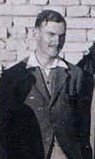
Max Mallowan in 1928

Max Edgar Lucien Mallowan, (6 mei 1904 – 19 augustus 1978) was een belangrijk Brits archeoloog, met als specialisatie de geschiedenis van het oude Midden-Oosten. Hij studeerde aan de Universiteit van Oxford. Hij had gewerkt onder Leonard Woolley en was onder andere directeur van de British School of Archaeology in Iraq. Hij was de tweede man van Agatha Christie.

## Boeken van Max Mallowan
- 1935 - Prehistoric Assyria: The excavations at Tall Arpachiyah, 1933
- 1956 - Twenty-five Years of Mesopotamian Discovery
- 1965 - Early Mesopotamia and Iran
De vroege beschavingen - Mesopotamië en Iran (1966)
- 1966 - Nimrud and Its Remains
- 1967 - The development of cities: From Al-'Ubaid to the end of Uruk 5
- 1974 - Furniture from SW.7 Fort Shalmaneser: Commentary, catalogue and plates
- 1977 - Mallowans Memoirs
- 1978 - The Early Dynastic period in Mesopotamia
- 1978 - The Nimrud ivories

## Boeken over Max Mallowan
- 2001 - The Life of Max Mallowan - Archaeology and Agatha Christie